# Luc (Altos Pirenéus)
Luc é uma comuna francesa na região administrativa de Occitânia, no departamento dos Altos Pirenéus. Estende-se por uma área de 4,93 km². Em 2010 a comuna tinha 204 habitantes (densidade: 41,4 hab./km²).